# IPhone 5
iPhone 5 — смартфон компании Apple, представляет шестое поколение iPhone. Имеет в наличии процессор Apple A6 имеющий 1 млрд транзисторов и является преемником iPhone 4S. Изначально работал на операционной системе iOS 6, которая официально стала доступна 19 сентября 2012 года, затем получил обновление до iOS 7. Далее получил обновление до iOS 10.3, но не получил iOS 11 (2017 года). Его преемниками стали iPhone 5S и 5C.

## Представление
Был представлен 12 сентября 2012 года в Сан-Франциско, Калифорния.
26 сентября 2012 Россвязь зарегистрировала декларацию о соответствии на iPhone 5.
Смартфон прошёл тестирование на соответствие его корректной работы в сетях связи общего пользования Российской Федерации. А именно:
- в сетях подвижной радиотелефонной связи стандартов GSM 900/1800, UMTS900/2000;
- в сетях абонентского радиодоступа стандартов 802.11 a/b/g/n (Wi-Fi), 802.15 (Bluetooth);
- оснащен встроенным приёмником глобальных спутниковых навигационных систем ГЛОНАСС/GPS.

## Критика
iPhone 5 получил смешанные отзывы от комментаторов и рецензентов. Тим Стивенс из Engadget похвалил iPhone 5 за экран с высоким разрешением, превосходящий экран iPhone 4s, который он считал одним из лучших экранов телефонов, доступных на рынке. Однако в черном цвете краска была крайне неустойчивая, а также критиковалась плохо работающая Siri. На момент выхода черная "пятёрка" была очень невостребованная.

## История
Смартфон спроектирован главным дизайнером Apple Джонатаном Айвом.

### Прототипы
Первые сведения о новом iPhone в средствах массовой информации стали появляться ещё до анонса iPhone 4S, предшественника iPhone 5. После смерти Стива Джобса в средствах массовой информации стало больше утечек информации о новых продуктах компании.
Многие предположения относительно технических характеристик оказались точными. Но много данных и не подтвердилось.

### Перед анонсом
4 сентября 2012 года Apple разослала приглашения журналистам на мероприятие. В приглашении было изображено число 12, отбрасывающее тень в виде числа 5.
11 сентября 2012 года, за день до анонса нового iPhone, акции компании Apple упали в цене на 0,32 % на бирже Nasdaq. И их стоимость составила 660,59 долларов США за акцию.

### Анонс

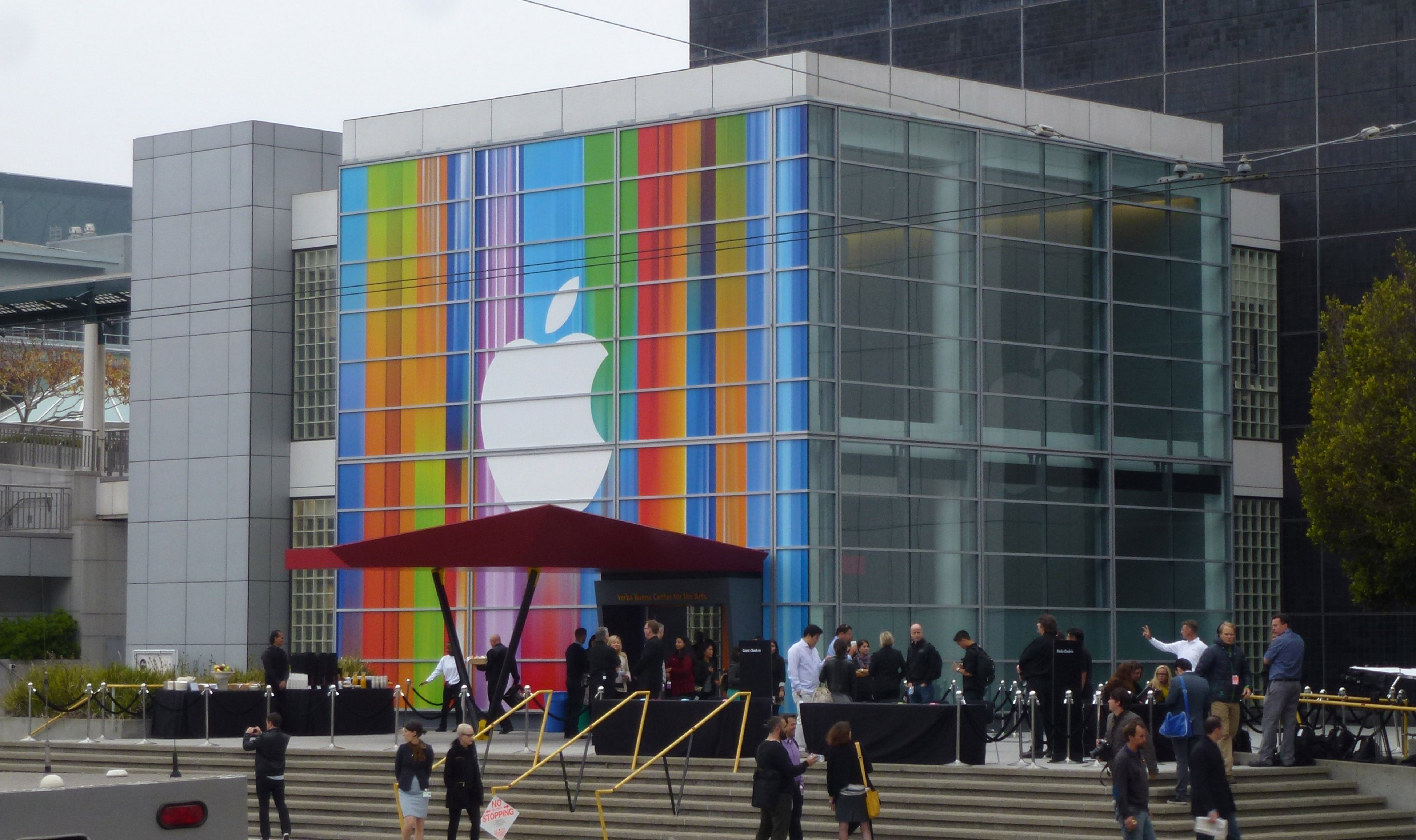
iPhone 5 был представлен в Центре искусств Yerba Buena 12 сентября 2012 года

12 сентября 2012 года компания Apple представила новый смартфон iPhone 5, а также iPod nano 7-го поколения и iPod touch 5-го поколения. Новый iPhone работает под управлением iOS 6, которая стала доступна 19 сентября 2012 года, кроме того, компания представила новую версию программы iTunes версии 11, которая стала доступна для загрузки 30 ноября 2012 года. На мероприятии также оповестили о новом магазине Apple Store в Барселоне и о закрытии музыкальной сети Ping. Большую часть анонса iPhone 5 проводил Фил Шиллер; генеральный директор Apple Тим Кук участия в анонсе не принимал. Завершилось мероприятие выступлением группы Foo Fighters.

### После анонса
После презентации акции Apple поставили исторический максимум на бирже Nasdaq, стоимость доходила до рекордных $685,5 за ценную бумагу. На закрытии торгов цена составила $683,09, что на 2 % выше, чем накануне.
Предзаказ начался 14 сентября 2012 года, первая партия устройств была продана за час. Для сравнения — партию iPhone 4 продали за 20 часов, iPhone 4S — за 22 часа. У некоторых операторов возникали проблемы с работой сети, у сайта Apple также были обнаружены неполадки в работе. Первая партия составила 2 млн устройств, это вдвое больше показателей первой партии iPhone 4S.
По оценкам некоторых аналитиков, количество проданных iPhone 5 в первый месяц может достигнуть отметки в 10-12 млн устройств.
Американский купонный портал CouponCodes4u  сразу после анонса провел экспресс-опрос среди своих пользователей, владельцев продукции Apple. 57 % респондентов были недовольны iPhone 5. В опросе приняло участие 1135 человек, 53 % респондентов остались недовольны новым док-разъёмом Lightning, 26 % — форматом nano-sim для разъёма SIM-карты, 21 % — отсутствием версии на 128 Гигабайт, однако, телефон превзошёл ожидания 39 % участников опроса.
Многие эксперты остались довольны новым iPhone.
По мнению обозревателя Уолта Моссберга (The Wall Street Journal), смартфон является «лучшим на рынке». Он отметил, что экран iPhone 5 является не таким «гигантским», как у некоторых конкурентов:

На мой взгляд, такой подход Apple делает телефон намного более удобным в использовании, особенно одной рукой. Аппарат проще носить с собой в кармане или в сумке. Да и вы просто более естественно выглядите, когда прикладываете смартфон к уху.
Оригинальный текст (англ.) I found the new iPhone screen much easier to hold and manipulate than its larger rivals and preferred it. 
In my view, Apple's approach makes the phone far more comfortable to use, especially one-handed. It's easier to carry in a pocket or purse and more natural-looking when held up to your face for a call.
— 
Stuart Miles, обозреватель портала Pocketlint:

Издалека новый iPhone похож на iPhone 4S. Это может приводить к мыслям, что покупатель будет разочарован. Такое чувство было и у нас на презентации. Но в тот момент, когда мы взяли смартфон в руки, впечатление сразу поменялось. Вы осознаете, что Apple полностью переработал телефон. Он стал легче и тоньше, и ощущается совершенно по-иному.
Оригинальный текст (англ.)From afar the new iPhone looks similar to the iPhone 4S, and that might lead you to think you'll be disappointed. That was the feeling we got before we touched it at the iPhone 5 launch event, but the moment you pick it up that impression instantly changes. You realise that Apple has completely re-engineered the phone. It is a lot lighter and a lot thinner, all noticeably so, and that makes a massive difference to how it feels.
— 
Обозреватель отметил, что смартфон удобно лежит в руке и «источает качество», все части великолепно сочетаются друг с другом

В руке приятен, чрезвычайно хорошо изготовлен и излучает качественность. Никаких следов дешёвого пластика или «весёлого» цветного поликарбоната. Нет ощущения, что это не премиальный смартфон. Все детали прекрасно сочетаются.
Оригинальный текст (англ.)It's comfortable in the hand, incredibly well built and oozes quality. There is no whiff of cheap plastic or "fun" coloured polycarbonate, no awkward button placement, and no feeling that this isn't a premium smartphone. All the parts just fit together beautifully.
— 
Также Стьюарт похвалил и новый экран, отметив, что после него не хочет возвращаться к экрану iPhone 4S:

Дисплей не только больше, но и насыщеннее. На дисплее iPhone 5 цвета на 44 % более насыщенны по сравнению с iPhone 4S… Они выглядят заметно сочнее даже при прямом солнечном свете. Приложения, фильмы и веб-сайты становятся более яркими.
Оригинальный текст (англ.)The display is not only bigger, but it is also a lot richer. The iPhone 5 has a display that delivers 44 per cent increased colour saturation over the iPhone 4S and uses the sRGB colour gamut, the standard used by the web, photos, movies, computer monitors and HDTVs. As a result, colours really do look a lot, lot, better and noticeably richer even in direct sunlight. Apps zing out of the screen, movies are more vibrant, and even websites look crisper. It's a very nice screen indeed and again an instantly noticeable improvement over the iPhone 4S - we don't want to go back.
— 
Ходят слухи, что Стив Джобс не довольствовался большими дисплеями, он считал, что увеличение дисплея «нарушит единообразие» всей серии iPhone. В данном смартфоне Apple впервые показала, что отходит от принципов, заложенных Джобсом.

#### Начало продаж
Первым старт продаж нового iPhone начался в Австралии. Первым покупателем оказался житель Сиднея Тодд Фут. Оказалось, что первыми в очереди стояли, в основном, сотрудники сотовых операторов и журналисты. Первые хотели засветиться перед камерами, первыми написать обзор. Третий тип покупателей — перекупщики. В Гонконге перекупщики покупают iPhone по 600—700 долл. и продают по 1 тыс. долл. Первым покупателем в США стал Хазим Саид, который простоял в очереди около недели. Он остался довольным своей покупкой. Также известно, что не всех покупателей удовлетворил новый iPhone..
За первые 3 дня было реализовано 5 миллионов телефонов (включая предзаказы). Аналитик Gene Munster из компании Piper Jaffray предполагал, что продажи за этот период достигнут уровня в 6-10 млн.
| Старт продаж                                                                 | Старт продаж |
| 21 сентября 2012                                                             | 28 сентября 2012 |
| ---------------------------------------------------------------------------- | --- |
| Австралия Канада Франция Германия Гонконг Япония Сингапур Великобритания США | Австралия Бельгия Чехия Дания Эстония Финляндия Венгрия Ирландия Италия Лихтенштейн Литва Люксембург Нидерланды Новая Зеландия Норвегия Польша Португалия Словакия Словения Испания Швеция Швейцария |

### Судебные разбирательства
- Компания Apple отсудила доменное имя «iPhone5.com» у её владельца. Такую информацию разместил сайт WIPO. На данном домене размещалась информация о будущем устройстве[39].
- Apple выдвинула обвинения в нарушении авторских прав создателям сайта iPhone5Mod.com. Данный сайт предлагал приобрести заднюю панель для iPhone 4 и iPhone 4S которая имитирует дизайн нового поколения устройства. Продажа была прекращена в течение 48 часов, после того как компания выдвинула обвинения в сторону сайта[40].
- Малоизвестная китайская компания GooPhone за несколько часов до презентации Apple нового поколения iPhone представила свой продукт I5[41] и заявила, что готова судиться с Apple, если дизайн нового iPhone будет похож на её продукт, основным требованием будет запретить продажи нового iPhone в Китае.

## Спецификации[1]

### Дизайн
iPhone 5 практически не изменил своих черт по сравнению с iPhone 4, унаследовав многие его конструктивные особенности. В корпусе используются металлические элементы, передняя и задняя часть являются плоскими, экран покрыт стеклом.

### Беспроводные сети
- поддержка международных сетей
- UMTS (3G)/HSPA+/DC-HSDPA (800, 850, 900, 1900, 2100 МГц); GSM/GPRS/EDGE (800, 850, 900, 1800, 1900) МГц)
  - Реализована поддержка нового стандарта сим-карт — nano-SIM[42]
- CDMA/EV-DO Rev. A/Rev. B (800, 1900 МГц)
- Wi-Fi (802.11 a/b/g/n (2,4/5ГГц))
- LTE (Bands 4, 17 для США и Канады в модели А1428 и Bands 1, 3, 5 для Европы/Азии в модели А1429)
- Беспроводная технология Bluetooth 4.0

### Средства определения местонахождения
- Assisted GPS и ГЛОНАСС[1]
- Цифровой компас

### Дисплей
- Дисплей Retina
- Широкоформатный дисплей с диагональю 4 дюйма
- Поддержка Multi-Touch
- Разрешение 1136 x 640 пикселей, 326 пикселей/дюйм (727040 пикселей)
- Контрастность 800:1 (стандартная)
- Яркость до 500 кд/м2 (стандартная)
- Олеофобное покрытие, устойчивое к появлению отпечатков пальцев, на передней и задней панелях
- Поддержка одновременного отображения нескольких языков и наборов символов

В дисплее используется технология in-cell touch, которая позволила уменьшить толщину дисплея и повысить его яркость.
Толщина дисплея iPhone 5 составляет 1,5 мм, что на 0,6 мм меньше толщины дисплея iPhone 4S, равной 2,1 мм.
Насыщенность цветов дисплея на 44 % выше, чем в предыдущей модели.
Цветовой охват iPhone 5 составляет 72 % пространства NTSC. У iPhone 4S этот показатель составлял 50 %.
У новой модели цветовой охват шире, чем у iPhone 4S, и практически равен sRGB, а также повышена эффективность антибликового фильтра.

### Камера, фото и видео
- 8-ми мегапиксельная камера FaceTime
- Автофокусировка
- Фокусировка касанием
- Распознавание лиц на фотографиях
- Панорамная съёмка
- Светодиодная вспышка
- Запись видео, FullHD 1080p до 30 кадров/с с аудио
- Стабилизация видео
- Привязка фотографий и видео к месту съёмки
- 1,2-мегапиксельная фронтальная камера, доступная для съёмки фото и видео, а также стриминга в реальном времени для видеосвязи в FaceTime.
- Запись видео с фронтальной камеры, HD 720p до 30 кадров/с с аудио

### Питание и аккумулятор
- Встроенный литий-полимерный аккумулятор ёмкостью 1440 mAh. Напряжение — 3,8 вольт.
- Зарядка через USB от PC или адаптера питания

По заявлению Apple, время работы от одной зарядки составляет при разных вариантах использования от 8 до 40 часов:
| Использование                | Время, ч |
| ---------------------------- | -------- |
| Видео                        | 10       |
| Музыка                       | 40       |
| Wi-Fi и просмотр веб-страниц | 10       |
| 3G и просмотр веб-страниц    | 8        |
| LTE и просмотр веб-страниц   | 8        |
| 2G и время разговоров        | 8        |
| В режиме ожидания            | 225      |

### Воспроизведение аудио
- Частотная характеристика: от 20 Гц до 20 кГц
- Поддерживаемые звуковые форматы: AAC (от 8 до 320 кбит/с), защищённый AAC (для файлов из iTunes Store), HE-AAC, MP3 (от 8 до 320 кбит/с), VBR, Audible (форматы 2, 3, 4, Audible Enhanced Audio, AAX и AAX+), Apple Lossless, AIFF и WAV
- Настраиваемая пользователем максимальная громкость

### ТВ и видео
- Поддержка вывода видео с разрешением до 1080p при помощи цифрового AV-адаптера Apple или VGA-адаптера Apple; с разрешением 576p и 480p через компонентный AV-кабель Apple; с разрешением 576i и 480i через комбинированный AV-кабель Apple (кабели продаются отдельно)
- Поддерживаемые видеоформаты: видео H.264 с частотой развёртки до 720p, 30 кадров/с, основной профиль уровня 3.1 со звуком AAC-LC до 160 кбит/с, 48 кГц, стереозвук в форматах .m4v, .mp4 и .mov; видео MPEG-4 до 2,5 Мбит/с, 640 х 480 пикселей, 30 кадров/с, простой профиль со звуком AAC-LC до 160 кбит/с на канал, 48 кГц, стереозвук в форматах .m4v, .mp4 и .mov; Motion JPEG (M-JPEG) до 35 Мбит/с, 1280 x 720 пикселей, 30 кадров/с, аудио в формате ulaw, стереозвук PCM в формате .avi.

#### Наушники

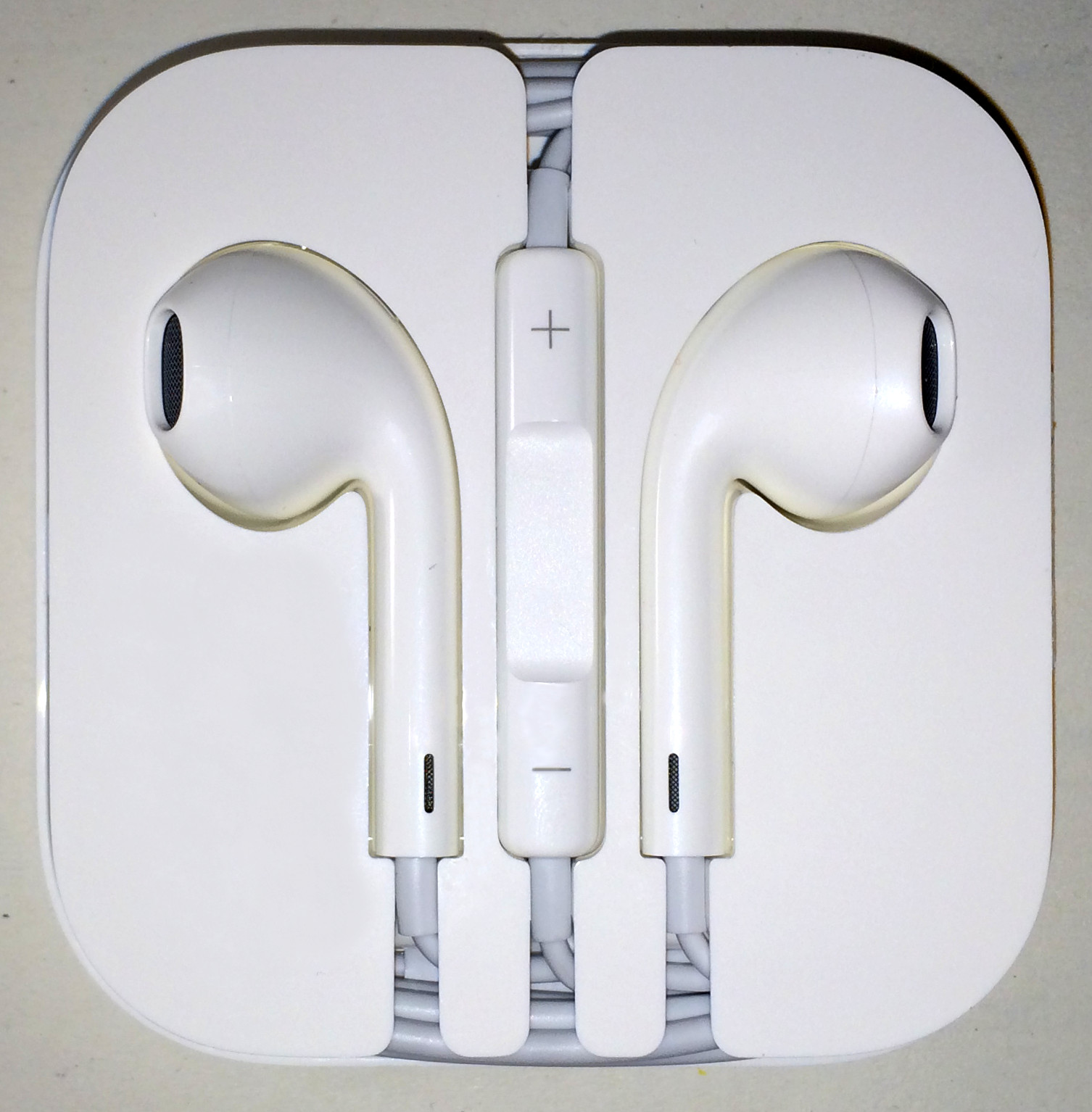
Наушники

Одновременно с новым iPhone, компания Apple представила новые наушники EarPods. iPhone-версия наушников имеет встроенные пульт и микрофон, а вместо дополнительного уплотнения, как у большинства наушников-вкладышей, новинка выполнена в необычном дизайне. Идея состоит в улучшении звучания: отверстие сзади каждой «капельки» помогает потоку воздуха повысить средние частоты, в то время как два других отверстия помогают улучшить бас. Гнездо в iPhone 5 для наушников перенесено на нижнюю грань телефона, оно по-прежнему стандарта 3,5 мм TRS.
Разработка новой версии наушников шла в течение 3 лет. Для испытания их использовалась фокус-группа, состоящая из 600 человек. Хотя ходят слухи, что Стив Джобс не пользовался услугами фокус-групп.

#### Apple Lightning разъём

Apple Lightning разъём

IPhone 5 получил новый разъём для соединения с док-станцией, получивший название Lightning («Молния»). Он заменит 30-контактный разъём, который был введён в 2003 году, с появлением первых поколений iPod. Готовятся к выпуску переходники из Lighting в VGA и HDMI.

### Датчики
- Трёхосевой гироскоп
- Акселерометр
- Датчик расстояния
- Датчик внешней освещённости

### Системные требования
- Apple ID (требуется для некоторых функций)
- Доступ к сети Интернет
- Для синхронизации с iTunes на Mac или PC требуется:
  - Mac: система Mac OS X 10.6.8 или более поздней версии
  - PC: Windows 7, Windows Vista или Windows XP (Service Pack 3)
  - iTunes 10.7 или более поздней версии

### Комплект поставки
- iPhone 5
- Наушники Apple EarPods
- Адаптер питания USB (Lightning разъём)
- Документация
- Стикеры с логотипом Apple
- Ключ для доступа к лотку nano Sim-карты

### Скорость беспроводной связи
Максимальные скорости получения данных по сотовым сетям различных поколений и беспроводным технологиям представлены в таблице:
| Тип сотовой сети/беспроводной технологии | Класс          | Частоты, на которых работает сеть | Максимальная скорость Downlink (Mbps) | Максимальная скорость Uplink (Mbps) | Современность        |
| ---------------------------------------- | -------------- | --------------------------------- | ------------------------------------- | ----------------------------------- | -------------------- |
| GPRS                                     | 2G (2,5G)      | 850, 900, 1800, 1900 МГц          | 0,04                                  | Неизвестно                          | Технология устарела  |
| EDGE                                     | 2G (2,75G)     | 850, 900, 1800, 1900 МГц          | 0,38                                  | Неизвестно                          | Технология устарела  |
| UMTS                                     | 3G             | 850, 900, 1900, 2100 МГц          | 3,6                                   | Неизвестно                          | Технология актуальна |
| HSDPA/HSUPA                              | 3G (3,5G)      | 850, 900, 1900, 2100 МГц          | 14,4                                  | 5,7                                 | Технология актуальна |
| HSPA+                                    | 3G (3,75G)     | 850, 900, 1900, 2100 МГц          | 21                                    | 5,7                                 | Технология актуальна |
| DC-HSDPA                                 | 3G (3,95G)     | 850, 900, 1900, 2100 МГц          | 42                                    | 5,7                                 | Технология актуальна |
| CDMA EV-DO Rev. A                        | 3G (3,5G)      | 800, 1900 МГц                     | 3,1                                   | 1,8                                 | Технология актуальна |
| CDMA EV-DO Rev. B                        | 3G (3,5G)      | 800, 1900 МГц                     | 4,9                                   | 2,4                                 | Технология актуальна |
| LTE                                      | 4G (4,0G)      | 800, 1900 МГц                     | 100                                   | 50                                  | Технология актуальна |
| Wi-Fi                                    | 802.11 a/b/g/n | 2,4 ГГц и 5 ГГц                   | 100                                   | 100                                 | Технология актуальна |
| Bluetooth 4.0                            | 802.15.4       | 2,4 ГГц                           | 1,0                                   | 1,0                                 | Технология актуальна |

## Проблемы
С начала продаж iPhone 5, которые одновременно сопровождались выходом в свет новой версии iOS под индексом 6.0, многочисленными пользователями были выявлены следующие незначительные проблемы:
- Проблемы с дисплеем. Практически сразу после начала продаж, от некоторых пользователей стали поступать жалобы на мерцание. Пользователи также жаловались на наличие так называемого «эффекта пузырька», при котором изображение на дисплее деформируется от прикосновений[50].
- Пятна на фотографиях. На некоторых фотографиях проявляется эффект фиолетового ореола рядом с яркими источниками света в темном помещении. По словам пользователей, это возможно связано с сапфировым стеклом, которое применяется для защиты линзы камеры от повреждений. Компания Apple советует пользователям во время съёмки держать устройство строго горизонтально по направлению к источникам света. По словам компании, это не является проблемой[51][52].
- Проблемы покрытия. Алюминиевый корпус подвержен царапинам и сколам, в частности, с углов и боковых граней устройства стирается напыление. С такой проблемой столкнулись пользователи, купившие устройство из самых первых партий в чёрном цвете, у белого iPhone 5 данная проблема отсутствует. Вице-президент Apple Фил Шиллер заявил, что такое явление вполне нормально: «Алюминиевый гаджет может царапаться и облупливаться во время использования, обнажая металл»[53].. Данная проблема решена в iPhone 5s, а также в более поздних партиях iPhone 5
- Быстрый разряд батареи. По утверждениям некоторых пользователей, батарея смартфона теряла 10-15 % заряда в течение часа при нахождении в спящем режиме. Скорее всего, данная проблема была связана с новой версией операционной системы iOS 6, и была решена в следующих обновлениях iOS[53].

## iPhone и окружающая среда
- Экран с LED-подсветкой не содержит ртути[54]
- Стекло дисплея не содержит мышьяка[54]
- Не содержит бромированных огнестойких добавок (по определению Apple — менее 900 ppm брома)[54]
- Не содержит ПВХ (по определению Apple — менее 900 ppm хлора)[54]
- Большая часть упаковки состоит из картона и полистирола[54]
- По заявлению Apple, адаптер питания превосходит самые строгие требования Energy Star по энергоэффективности внешних блоков питания (КПД составляет 70-75 %; потребление без нагрузки около 0,2 Вт)[54]

Специалисты проектов iFixit и HealthyStuff.org провели химический анализ компонентов различных смартфонов на безопасность к пользователям и окружающей среды.
Анализ проводился с помощью рентгенофлюоресцентного анализа (РФА), спектроскопического метода исследования вещества с целью получения элементного состава смартфонов. Оценивались содержание таких веществ — бром, хлор, ртуть и свинец. После анализа всех компонентов специалисты выставляли оценки (от 0 до 5) в зависимости от содержания опасных элементов (чем меньше цифра, тем экологичнее аппарат).
iPhone 5 получил оценку 2,75 балла, заняв 5 место среди 36 анализируемых смартфонов.

## Цены на момент выхода в продажу
| Модель         | Россия/СНГ (руб) на 12.12 | ЕС (Евро) (-TaxFree ~9 %, не включено) | США ($, с контрактом на 2 года) | США ($, без контракта)(без учёта налогов) |
| -------------- | ------------------------- | -------------------------------------- | ------------------------------- | ----------------------------------------- |
| iPhone 5 16 Гб | 29900                     | 679                                    | 199                             | 649                                       |
| iPhone 5 32 Гб | 34900                     | 789                                    | 299                             | 749                                       |
| iPhone 5 64 Гб | 39900                     | 899                                    | 399                             | 849                                       |

### Реальная стоимость
По оценкам Контент-маркетинговой компании Avalaunch Media, полная стоимость (англ. The true Cost) владения iPhone 5, приобретенного вместе с контрактом сотового оператора в США составляет около 1668—1809 долларов за 2 года. В оценке был использован самый дешевый тариф оператора AT&T за 59,99 долларов США (в него включено 450 минут разговора и 300 Мб проплаченного трафика); также учтена покупка переходника Lightning—30pin — 29 долларов США. Итого — 1668 долларов США с учётом стоимости устройства. Если учесть покупку чехла, автомобильной зарядки, стереодока и наручного держателя, общая стоимость возрастает до 1809 долларов.